# Славутич (станція метро)
«Славу́тич» — 34-та станція Київського метрополітену на Сирецько-Печерській лінії між стаціями «Видубичі» та «Осокорки». Розташована на лівому березі Дніпра. Станція відкрита 30 грудня 1992 року.

## Конструкція
Конструкція станції — колонна трипрогінна мілкого закладення з острівною посадковою платформою.
Станція без колійного розвитку.
Зал станції сполучений сходами з підземним вестибюлем, який виходить в підземний перехід під проспектом Миколи Бажана в районі транспортної розв'язки, що завершує Південний мостовий перехід. Наземних вестибюлів немає.

## Оздоблення
Станція мілкого закладення, типова, колонна. Однак її типовість не стала на заваді архітектору зробити незвичним інтер'єр, що запам'ятовується. Асоціацію «ніч на Дніпрі» підкреслюють і колійні стіни з блакитного профілю та білого мармуру, і колони з іржостійкого металу, а понад усе — синя розвинута ферма під чорним перекриттям з цяточними світильниками «під зірки». Колійні стіни мовби нагадують спокійний та сивий Славутич-Дніпро.
Інтер'єр вирішено сучасними матеріалами. Основну завантаженість у формуванні зали станції несуть алюмінієва стеля, колони з іржостійкого металу та вдало змонтоване освітлення.

## Пасажиропотік
| Рік                           | 2009 | 2011 | 2012 | 2013 | 2014 | 2015 | 2016 | 2017 | 2018 |
| ----------------------------- | ---- | ---- | ---- | ---- | ---- | ---- | ---- | ---- | ---- |
| Пасажиропотік, тис. осіб/добу | 6,6  | 6,3  | 6,4  | 6,1  | 6,3  | 6,4  | 6,4  | 6,8  | 6,9  |

## Галерея

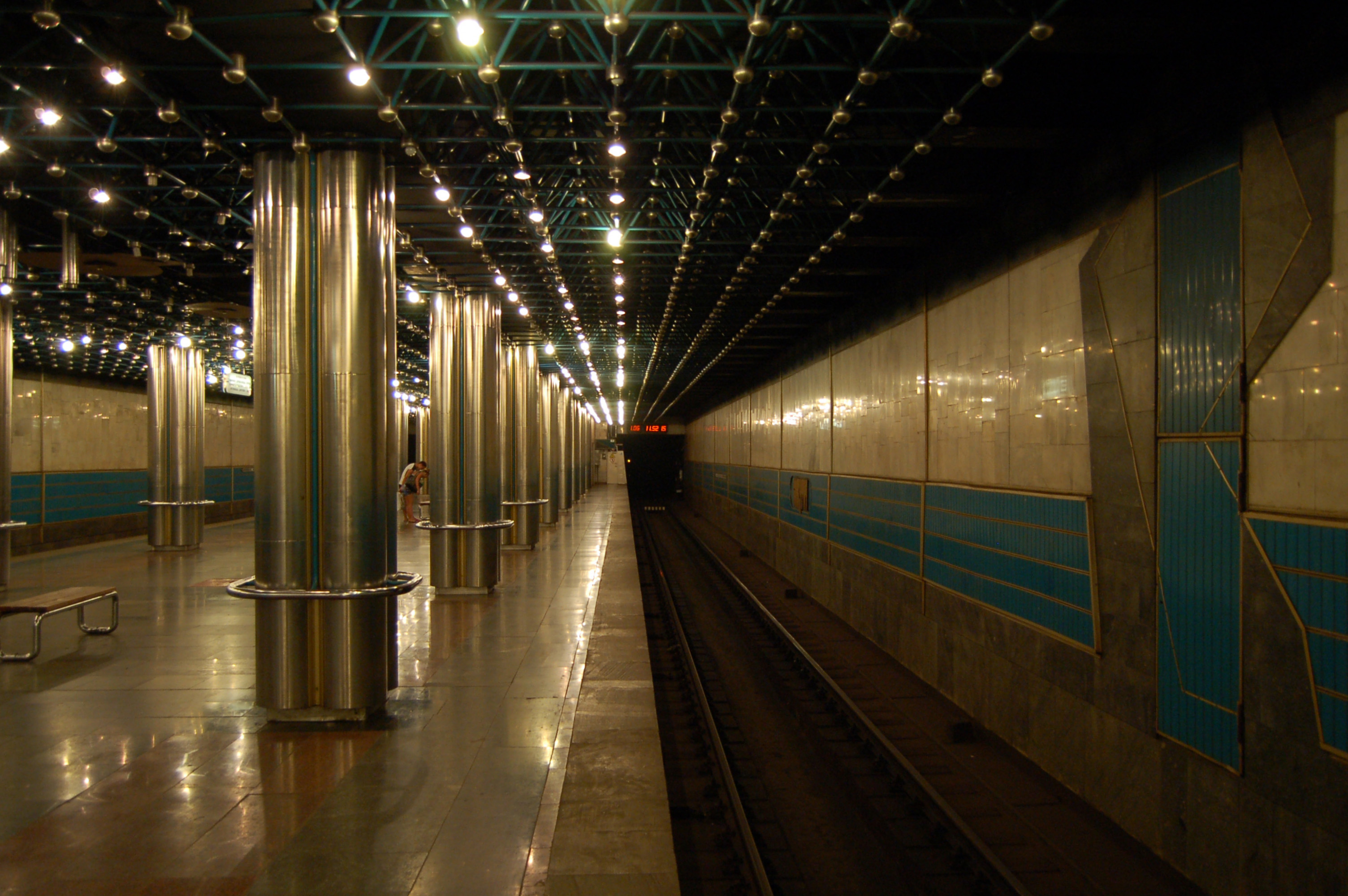
Посадкова платформа
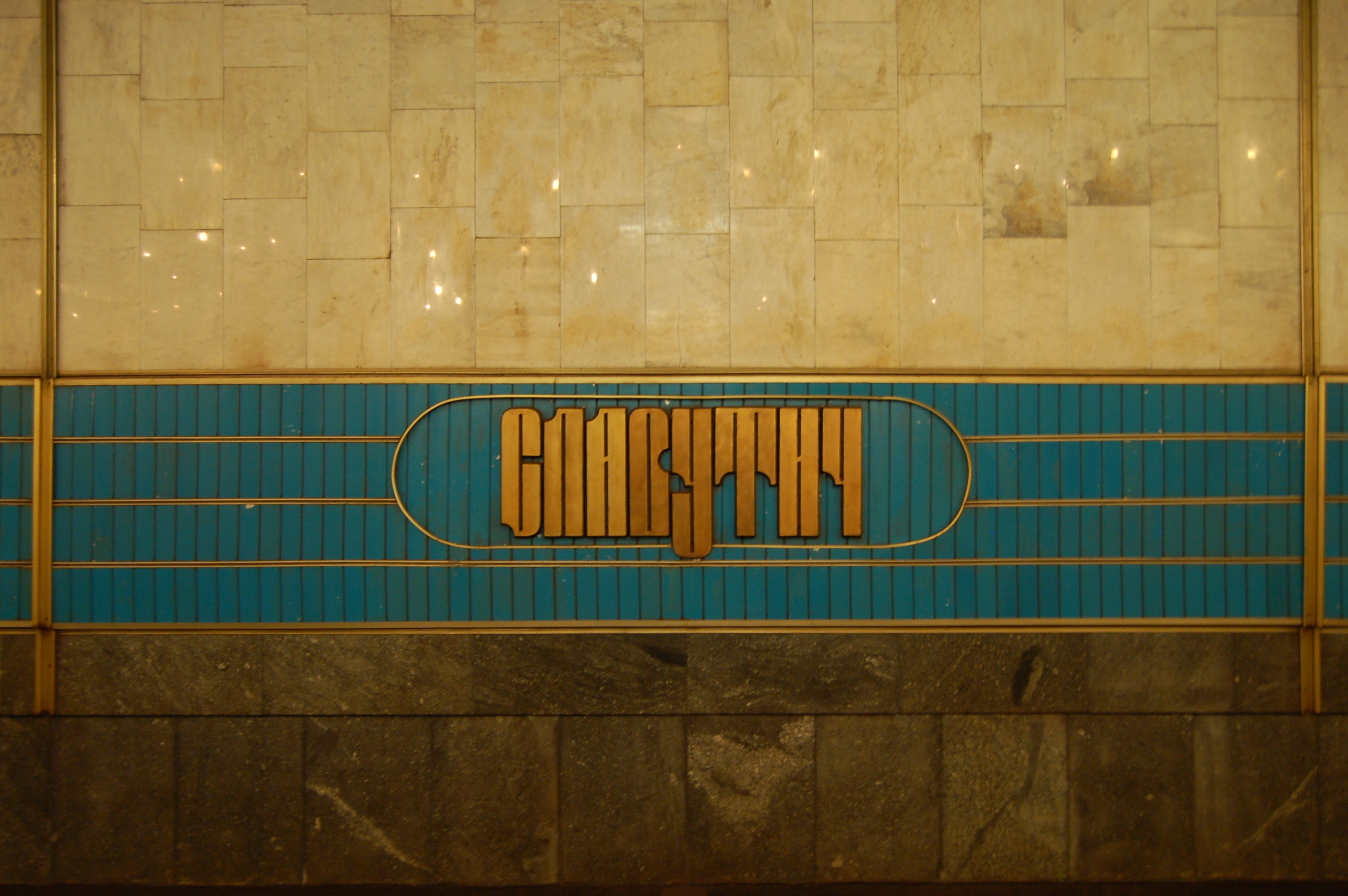
Назва станції на колійній стіні
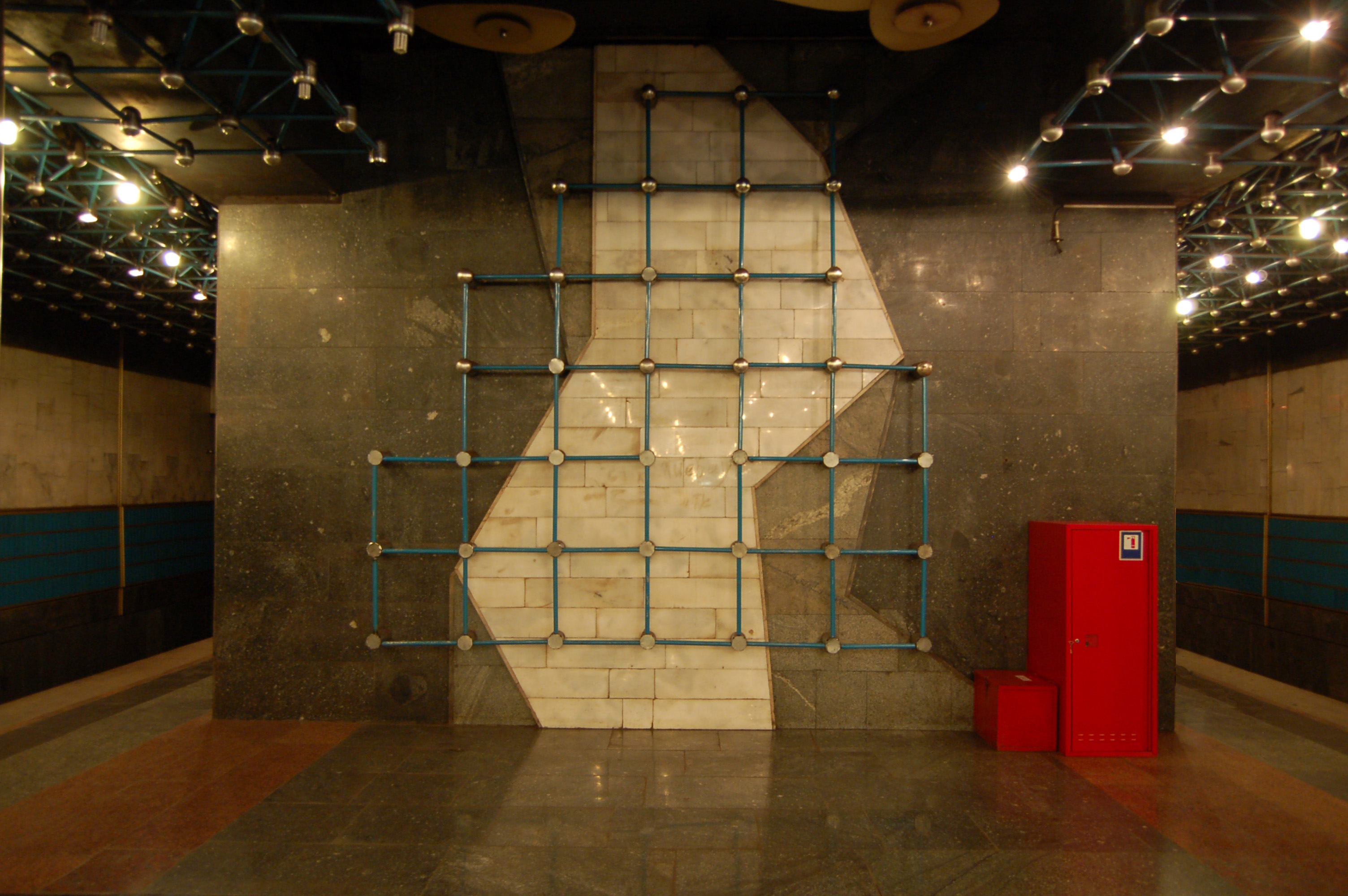
Композиція у торці залу